# Ten cuidado con lo que deseas
[[Categoría:Películas de Troika Pictures
 Hyde Park Entertainment
 Merced Media Partners]]
Careful What You Wish For o Ten cuidado con lo que deseas es una película thriller estadounidense de 2015, dirigida por Elizabeth Allen Rosenbaum y protagonizada por Nick Jonas, Isabel Lucas, Dermot Mulroney y Kandyse McClure. El argumento nos habla de un estudiante de secundaria que inicia un tórrido romance con una bella mujer, esposa de un rico hombre de negocios que vive junto a su casa de vacaciones. Pero cuando el asesinato entra en juego, todo se complica, puesto que el joven amante se convierte en sospechoso del crimen.

## Sinopsis
Doug es un estudiante joven y poco sociable que comienza una relación sentimental con su vecina Lena, una hermosa y perspicaz muchacha casada con un importante y reputado hombre de negocios. Ellos mantienen su relación en secreto ya que temen que si les descubren, aparte del costoso divorcio que viviría Lena, algo malo podría pasarle a Doug. Sin embargo, un día aparece el marido de ella asesinado y la policía empieza la investigación para averiguar quién pudo cometer el crimen. Será entonces cuando Doug figure en las listas policiales como el principal sospechoso del asesinato.

## Argumento
Doug Martin (Nick Jonas) es un adulto joven que pasa el verano con sus padres en su casa del lago. Cuando el rico banquero de inversiones Elliot Harper (Dermot Mulroney) se muda a la casa de al lado, Doug se siente inmediatamente atraído por su joven esposa, Lena Harper (Isabel Lucas). Elliot contrata a Doug para que trabaje en su velero, y esto le da una excusa para interactuar con Lena, quien a menudo está sola debido a que Elliot viaja por negocios. 
Finalmente, Lena y Doug comienzan una aventura, en donde Doug pierde su virginidad con Lena. Lena consigue que se comuniquen con teléfonos celulares con servicio de prepago, y constantemente advierte a Doug sobre la naturaleza posesiva y celosa de Elliot. Lena también muestra signos de abuso físico, que según ella son de Elliot.
Una noche, Lena llama a Doug a la casa, donde encuentra a Elliot muerto en el suelo. Lena afirma que la atacó y ella lo mató accidentalmente cuando se defendió. Después de un gran temor por parte de Doug, Lena lo convence de ayudarla a ocultar su parte en la muerte de Elliot. Poco después, una investigadora de seguros llamada Angie Alvarez (Kandyse McClure) aparece para investigar la muerte de Elliot, debido al gran acuerdo de 10 millones de dólares que Lena ahora recibirá de su seguro de vida. La sospecha recae rápidamente en Doug, y se pone nervioso por la mayor atención que le han dado Angie y el Sheriff de la ciudad (Paul Sorvino). 
Finalmente se da cuenta de que Lena lo ha estado manipulando todo este tiempo, con la intención de incriminarlo por el asesinato de Elliot. Ella afirma que en lugar de una aventura consensuada, Doug la había estado acosando y violando, y que luego mató a Elliot por celos. Los intentos de Doug de demostrar su inocencia se ven frustrados a cada paso, presumiblemente por Lena. Por ejemplo, un jardinero de los Harper que había visto a Doug y Lena juntos aparece asesinado antes de que la policía pueda hablar con él. 
Con la policía lista para arrestarlo y con Lena habiendo recibido el dinero del seguro, Doug la sigue a un hotel donde se encuentra con Angie, con la intención de recuperar uno de los teléfonos celulares prepagos que él y Lena usaron para así utilizarlos como evidencia. Es allí donde Doug se da cuenta de que Angie es en realidad la amante de Lena y ha sido su cómplice desde el principio. Al principio parece que Lena dejará a Doug para llevar el rap, sin embargo, en un último gesto de amor, decide dejarle el teléfono celular, que contiene la evidencia exoneradora que necesita. Angie y Lena huyen del país en un avión privado.
En la voz de cierre, Doug explica cómo finalmente fue enviado a prisión, pero con cargos reducidos por un corto período de tiempo. Lena y Angie siguen huyendo. Él contempla si volvería a hacerlo de nuevo.

## Reparto
- Nick Jonas ... Doug Martin
- Isabel Lucas ... Lena Harper
- Dermot Mulroney ... Elliott Harper
- Graham Rogers ... Carson
- Kandyse McClure ... Angie Alvarez
- Paul Sorvino ... Sheriff Big Jack
- Marc Macaulay ... Gordon
- Kiki Harris ... Emily Martin
- David Sherrill ... Brian Martin
- John Driskell Hopkins ... Gus
- Jay Potter ... Richard
- Alex ter Avest ... Emma Shalloway
- Kevin L. Johnson ... Alquiler de Policia
- J. Leon Pridgen II ... Diputado Lem Kawalski
- Ross Gallo ... Abogado de Lena